# 杏树屯站
杏树屯站位于中国辽宁省大连市金州区杏树街道，经过本站的铁路有：金庄铁路、丹大城际铁路，距丹东站234公里，大连北站59公里，建筑面积1200平方米，为客运四等火车站。

## 历史
1928年9月，启用。
2015年12月17日，新站房随丹大快速铁路一起投入使用，新站房位于金庄线旧杏树屯站西处百米处。
旧站房現石制，已取消車站功能，站舍仍然保留。

## 外部連結
- 中国铁路客户服务中心 （页面存档备份，存于）